# سركيس سوغناليان
سركيس غرابيت سوغاناليان (6 شباط 1929 - 5 تشرين الأول 2011) تاجر  أسلحة أرمني-لبناني دولي، وقد كان لقبه «تاجر الموت». اكتسب سوغناليان شهرة بسبب كونه «أكبر تاجر أسلحة في الحرب الباردة» والبائع الرئيسي للأسلحة للحكومة العراقية السابقة في عهد صدام حسين خلال ثمانينيات القرن الماضي.
تم تعيين سوغناليان الذي كان في ذلك الوقت مقيمًا بشكل دائم في  فرجينيا جاردنز في فلوريدا نيابةً عن وكالة الاستخبارات المركزية لبيع الأسلحة لمساعدة العراق في خضم  الحرب العراقية الإيرانية. وبتشجيع من إدارة ريغان ودعم من وكالة المخابرات المركزية، أشرف سوغناليان على العديد من صفقات الأسلحة المهمة، ومنها بيع المدفعية الفرنسية الصنع بقيمة 1.4 مليار دولار. إلى جانب العراق، باع الأسلحة أيضًا لجماعات مثل:  قوات البوليساريو في موريتانيا وميليشيا الكتائب أثناء الحرب الأهلية اللبنانية، وإلى بلدان أمريكا اللاتينية مثل: نيكاراغوا والإكوادور والأرجنتين أثناء حرب جزر فوكلاند. وسع سوغناليان خدماته إلى مناطق أخرى من العالم، ومنها أفريقيا. قبل بداية حرب الخليج، ظهر سوغناليان في العديد من المقابلات التلفزيونية موضحًا بالتفصيل العمل الذي قام به في العراق، إلى جانب قيامه بتسمية العديد من كبار المسؤولين الحكوميين الأمريكيين الذين شاركوا في صفقات الأسلحة.
بسبب هذه التصريحات، اتهمت وزارة العدل سوغناليان بتهمة «التآمر لشحن أسلحة غير مصرح بها» إلى العراق حيث أدين وحُكم عليه بالسجن، وتم إطلاق سراحه بعد عدة سنوات عندما ساعد إدارة كلينتون في تفكيك عصابة تزوير في لبنان دون جدوى. نقل سوغناليان مكتبه من الولايات المتحدة إلى فرنسا والأردن. في عام 2001، قُبض عليه مرة أخرى من قبل الحكومة الأمريكية بتهمة الاحتيال المصرفي،  لكن تم إطلاق سراحه بعد عام بعد اكتشافه لصفقات أسلحة تجري بين وكالة المخابرات المركزية الأمريكية والبيرو، مما أدى إلى انهيار حكومة ألبرتو فوجيموري.

## النشأة
وُلد سوغناليان لعائلة أرمنية في وقت الانتداب الفرنسي في سوريا في  مدينة الإسكندرونة التي أصبحت الآن جزءًا من تركيا. في أواخر عام 1939، انتقلت عائلته إلى لبنان لتجنب الاضطهاد من الأتراك. وبسبب الظروف الاقتصادية السيئة التي عاشت فيها عائلته في ذلك الوقت، قرر ترك المدرسة الثانوية وانضم إلى الجيش الفرنسي وخدم في كتيبة دبابات. كانت خبرته في الجيش التي أدخلته إلى عالم الأسلحة، وكما قال «لقد تكيفت معها منذ الطفولة واستمررت بذلك.»

## أولى صفقات الأسلحة

### لبنان
انخرط سوغناليان في عالم تجارة الأسلحة في بداية السبعينيات، وباع أول شحنة من الأسلحة النارية في عام 1973 وكانت تتكون بشكل أساسي من أسلحة أمريكية، حيث كان الجيش اللبناني مسلحًا من قبل الولايات المتحدة. ومع ذلك، تمكن بعدها بوقت قصير من شراء الأسلحة من العديد من دول الكتلة الشرقية بما في ذلك بلغاريا والمجر وبولندا، والتي كانت تتكون إلى حد كبير من الأسلحة الصغيرة وأسلحة المشاة. بعد الحرب الأهلية، نقل عملياته إلى بلدان أخرى، حيث قام بتزويد الأسلحة لميليشيا الكتائب المسيحية في لبنان وفصائل مختلفة في الإكوادور وموريتانيا ونيكاراغوا، وطائرة موبوتو سيسي سيكو زائير وهي طائرة نقل أمريكية من طراز C-130 هيركوليس إلى معمر القذافي في ليبيا. وعمل على تسليح الجيش الأرجنتيني في حرب الفوكلاند، حتى انقاله إلى العراق حيث صدام حسين.

### العراق
وفقا لسوغناليان، فقد كانت الولايات المتحدة على دراية تامة بعملياته عندما انتقل إلى العراق: «كان الأمريكيون يعرفون ما كنت أفعله في كل دقيقة وكل ساعة. إذا شربت كوبًا من الماء، فإنهم كانوا على علم بذلك، وكانوا يعلمون ماذا كان نوع المياه.» بنى سوغناليان وحافظ على علاقة ودية إلى حد كبير مع الولايات المتحدة منذ أن نزلت فرقة من المارينز في لبنان في عام 1958. ووصفه مسؤولو المخابرات الأمريكية بأنه مصدر تعاون موثوق به في لبنان، مما يجعله مرشحًا مثاليًا لإدارة صفقة الأسلحة مع العراق. مع بداية الحرب بين إيران والعراق في عام 1980، بدأ في بيع الأسلحة للعراق بمباركة من الولايات المتحدة. ونظرًا لوجود حظر مفروض على الأسلحة في العراق، فقد تم نقل الأسلحة عبر دول مختلفة. وكانت أهم صفقة له متمثلة في بيع العديد من مدافع الهاوتزر الفرنسية ذاتية الدفع بقياس 155 ملم بقيمة 1.4 مليار دولار.
كان القادة العراقيون قد توجهوا في البداية إلى إدارة ريغان لشراء مدفعية أمريكية عيار 175 ملم، لكنها رفضت. ومع ذلك، شجعهم المسؤولون الأمريكيون على شراء الأسلحة من خلال تجار الأسلحة الخاصين. ناشد العراقيون عام 1981 سوغناليان الذي كان يقيم في ميامي بفلوريدا والذي اتصل بدوره بالعديد من الحكومات الأوروبية، حيث وجد الزعيم الفرنسي فرانسوا ميتران مستعدًا تمامًا لإجراء الصفقة طالما كانت الصفقة سرية لأن إيران كانت تحتجز رهائن فرنسيين في ذلك الوقت، ولم ترغب فرنسا في إثارة العداوة معها. شجعت الولايات المتحدة ميتران على الموافقة على الصفقة المعروفة باسم «فولكان» لأنها مرت عبر مجموعة معقدة من المعاملات.
دافع سوغناليان عن الصفقات عندما تم الكشف عنها عشية حرب الخليج في كانون الثاني عام1991، وصرح قائلاً: «لم نمنحه هذه الأسلحة لقتال القوات الأمريكية، بل لمحاربة العدو المشترك [إيران] في ذلك الوقت، وهذا الأمر الذي ما فعله. فليست هناك حاجة إلى مواجهة مباشرة معه وتعريض القوات الأمريكية للخطر.» كما تضمنت صفقاته الأخرى في العراق سلاح مدفعية من جنوب إفريقيا والتي نقلها عن طريق النمسا بصفته «رجل وسيط» من أجل تجاوز عقوبات الأمم المتحدة. وساعد سوغناليان في بيع الزي العسكري للجيش العراقي بقيمة 280000000 دولار من رومانيا.
في مقابلة له مع برنامج 60 دقيقة، صرح سوغناليان أن مسؤولين أميركيين رفيعي المستوى كانوا على علم منذ بداية صفقاته في العراق، ومن بين هؤلاء الرئيس السابق ريتشارد نيكسون ونائب الرئيس السابق سبيرو أغنيو ورئيس أركان نيكسون العقيد جاك برينان والمحامي العام جون إن ميتشل. وبتشجيع من كبار مسؤولين آخرين، كتب نيكسون رسالة نيابة عنه للإسراع في بيع الزي الرسمي للعراق. وعلق سوغناليان قائلاً: «لم يكونوا منخرطين فقط في أعمال التجارية للزي العسكري، بل كانوا على استعداد لبيع أمهاتهم إذا أمكنهم ذلك فقط لكسب المال». وتوقع سوغناليان أيضًا أن تتحول الحرب التي تلت ذلك بين قوات التحالف والعراق إلى حرب ممتدة طويلة مثل الحرب العراقية الإيرانية، ولكن تبين أن هذا غير صحيح لأن قوات التحالف طردت الجيش العراقي من الكويت في شهر شباط من العام 1991.

## الاعتقال والإدانة
كشفت شهادة سوغناليان عن دور مسؤولي الحكومة الأمريكية في تجارة الأسلحة غير المشروعة. ولاحظ أعضاء الكونغرس أن ما كشف عنه «مقلق للغاية لكل أمريكي، حيث قدم السيد سوغناليان وصفًا مباشرًا للتورط الأمريكي الرسمي وغير الرسمي في حشد الأسلحة الهائل لصدام حسين.»
أدت شهادة سوغناليان إلى فتح تهم جنائية من قبل إدارة الرئيس جورج بوش في عام 1991 في حقه، وقد أدين في ست تهم لحيازة أسلحة ونية بيعها للعراق. تضمنت الأسلحة 103 مروحية حربية من شركة Hughes Helicopters وقاذفات قنابل صاروخية من صفقة عام 1983. وتم بعد عام تغريمه بمبلغ 20000 دولار، وحكم عليه بالسجن لمدة ست سنوات. ومع ذلك، تم في عام 1993 تخفيض عقوبته إلى عامين. على الرغم من أن الأسباب المحددة لا تزال غير معروفة، إلا أن محاميه ذكر أن سوغناليان قد أعطى معلومات استخباراتية لمسؤولي إنفاذ القانون في الولايات المتحدة مما أدى بهم إلى محاولة فاشلة لتفكيك عصابة تزوير بقيمة 100 مليار دولار في وادي البقاع في لبنان. بعد إطلاق سراحه في عام 1995، انتقل إلى فرنسا وفتح مكاتب هناك وفي عمان في الأردن.

### البيرو
في عام 1999، رتب سوغناليان لإسقاط جوي لـِ 10 آلاف بندقية هجومية من طراز AK-47 من ألمانيا الشرقية والأردن بقصد استخدامها من قبل الحكومة البيروفية، لكن معظمها وقع في حوزة منظمة حرب العصابات اليسارية الكولومبية التي عارضت حكومة كولومبيا المدعومة من الولايات المتحدة. تمكن سوغناليان من شراء البنادق مقابل 55 دولارًا لكل قطعة بالإضافة إلى رسوم نقل بقيمة 20 دولارًا ورسوم «الشحن والمناولة». بعد عدة أشهر، تم الكشف عن أن وكالة الاستخبارات المركزية قد أيدت الصفقة لتسليح رئيس المخابرات البيروفية فلاديميرو مونتيسينوس.

## الميراث والوفاة
على الرغم من دوره في تجارة الأسلحة العالمية، فقد استخدم سوغناليان أيضًا موارده لإرسال 26 طائرة لتوصيل الإغاثة الإنسانية إلى الاتحاد السوفيتي في أعقاب الزلزال المدمر الذي ضرب سبيتاك بأرمينيافي عام 1988. وبسبب جهوده، فقد وصفه الرئيس جورج دبليو بوش بأنه شخص «عزز العلاقات التي توحد البشرية»، في حين كتبت له الأم تيريزا رسالة تفيد بأن الله سوف يكافئه ويكافئ جهود عائلته «بمائة ضعف».
في فيلم "ملك الحرب" الذي أنتج في العام 2005، ظهرت شخصية اسمها سايمون ويس الذي مثل  تاجر أسلحة عالمي خيالي خلال الثمانينيات والتسعينيات من القرن الماضي. كانت شخصية ويس الأوكرانية عبارة عن شخصية مكونة من خمس تجار أسلحة حقيقيين بمن فيهم سوغناليان.
توفي سوغناليان في 5 تشرين الأول عام 2011 في مستشفى هياليه في  هياليه بولاية فلوريدا.

## روابط خارجية
- Merchants of Death 1999 documentary that travels into the lives of the two biggest private arms dealers in the world—Sarkis Soghanalian and Samuel Cummings
- "CIA FOIA Report detailing possible arms drop from Miami, Florida"